# Burg Mengen (Schallstadt)
Die Burg Mengen ist eine abgegangene Burg in dem Gewann „Kaibenriedle“ westlich des Ortsteils Mengen der Gemeinde Schallstadt im Landkreis Breisgau-Hochschwarzwald in Baden-Württemberg.
1466 wurde die Burg als „Burgstal zu Mengen“ erwähnt. Von der nicht mehr genau lokalisierbaren Burganlage ist nichts erhalten.